# Seznam osobností Kladna

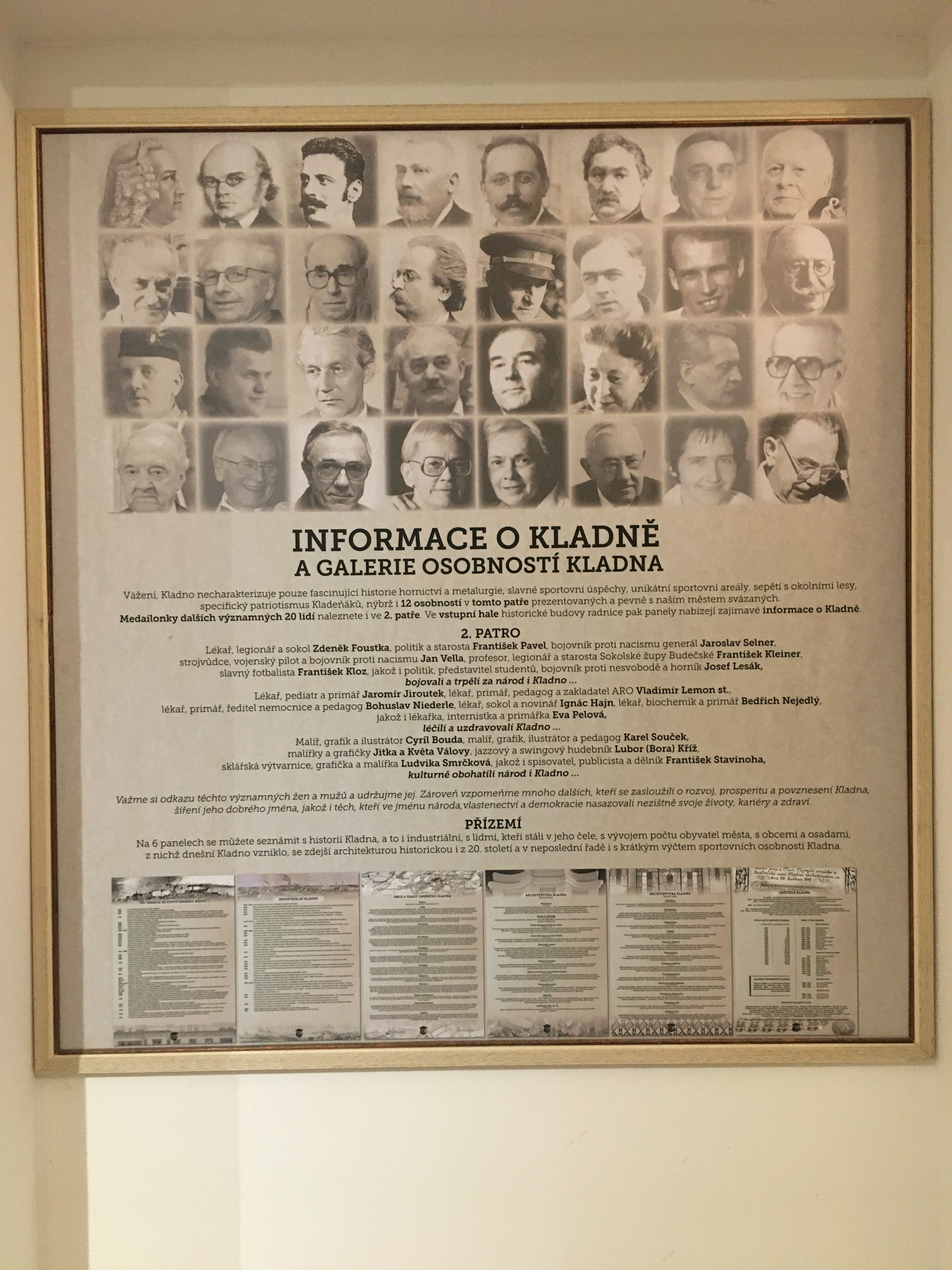
Galerie osobností Kladna na radnici

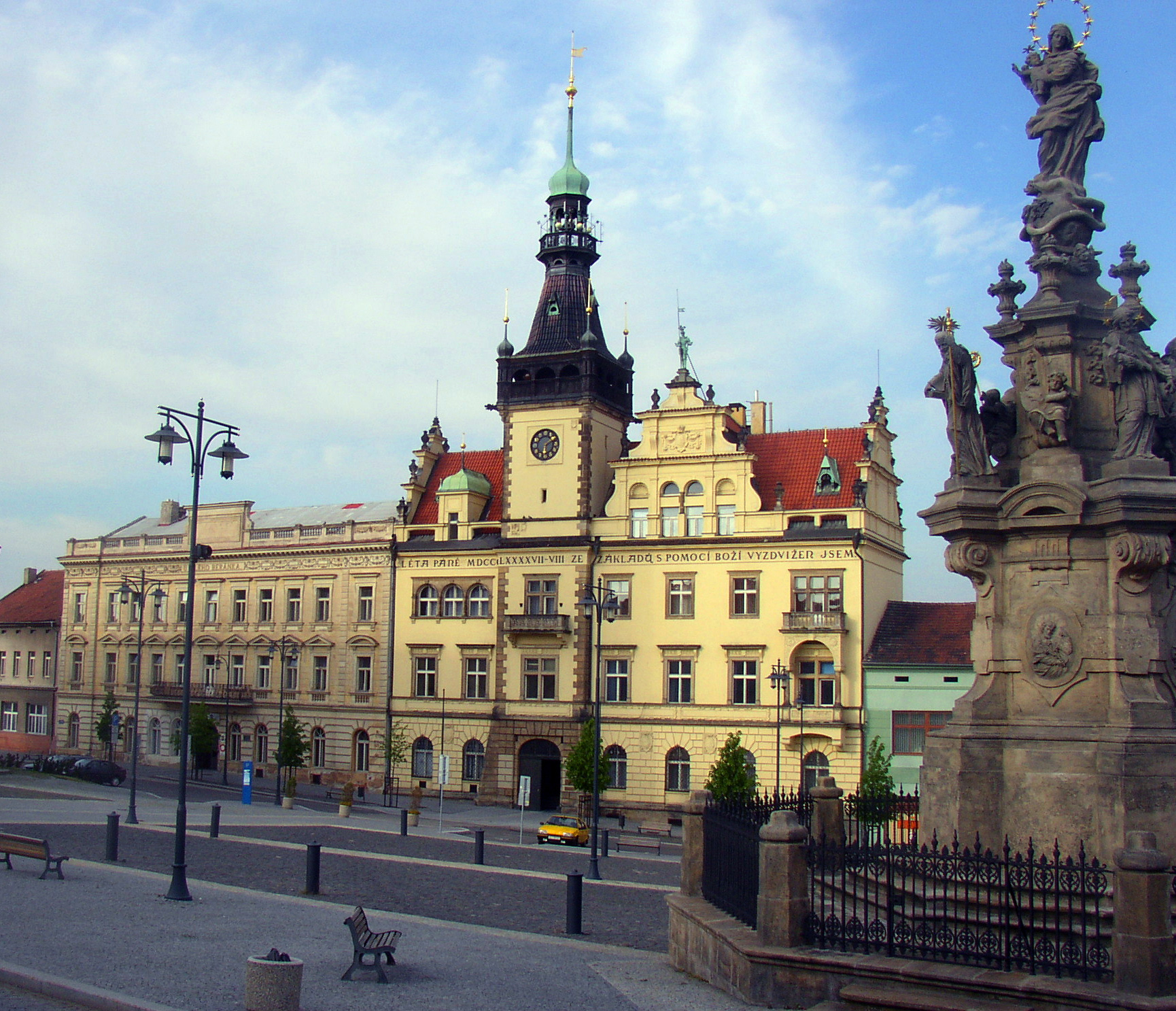
Mariánský sloup a radnice na náměstí starosty Pavla

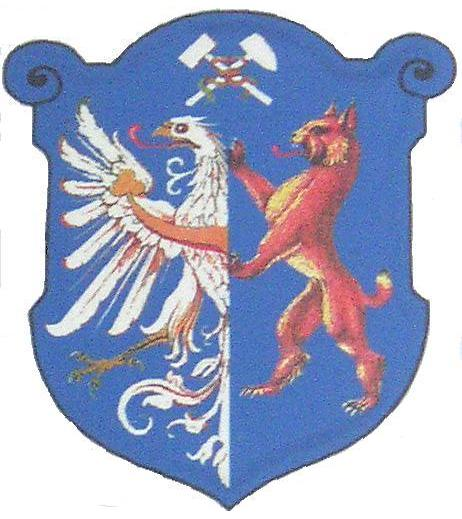
Znak města Kladna

Toto je neúplný seznam významných osob, které se v Kladně, největším městě Středočeského kraje, narodily, nebo zde působily. Galerie osobností města je také v prostorách radnice.

## Založení a rozvoj města
- Kladenští z Kladna, šlechtický rod majitelů panství
- Žďárští ze Žďáru, šlechtický rod majitelů panství
- Vojtěch Lanna starší (1805–1866), český průmyslník, loďmistr a stavitel, ulice Vojtěcha Lanny
- Jan Váňa (1811–1864), objevitel uhlí na Kladensku a ředitel Pražské železářské společnosti, Váňův kámen, ulice Váňova
- Karl Wittgenstein (1847–1913), rakouský ocelářský magnát, zakladatel hutí Poldi, náměstí Karla Wittgensteina
- a jeho manželka Leopoldine Wittgenstein, jejíž jméno a logo hutě Poldi (či sportovní kluby) nesly
- Gottfried Bacher (1838–1897), rakouský důlní odborník, ředitel Pražské železářské společnosti v Kladně, spoluzakladatel Poldiny hutě, ředitel rudných dolů v Nučicích, je po něm nazvána vila Bachrovna, nechvalně známý potlačením povstání horníků v Kladně
- Julius Jacobi (19. století), technický ředitel Vojtěšské huti, podporovatel města a čestný občan
- Wilhelm Engerth (1814–1884), rakouský stavitel tratí a konstruktér lokomotiv, název dolu Engerth a později sídliště, Lokomotiva Kladno
- viz také a architekti nebo duchovní

## Architekti a stavitelé

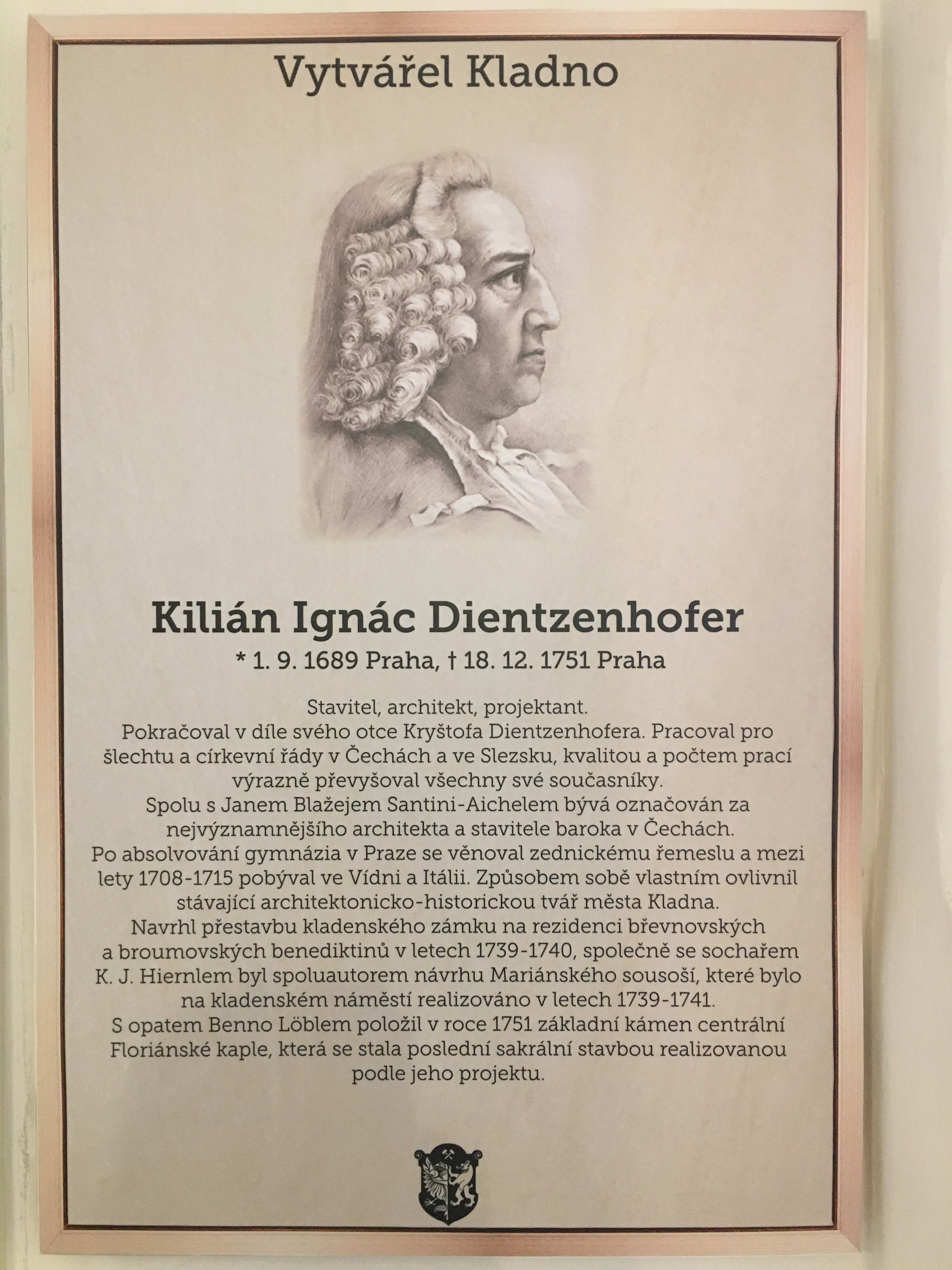
Kilián Ignác Dientzenhofer v galerii na radnici

Kategorie:Architekti a stavitelé z Kladna
- Milan Babuška (1884–1953), český architekt a dirigent, narozený v Kladně
- Jaroslav Beránek (?–?), pražský architekt, pomník Antonína Dvořáka, projekt chudobince a kina Sokol, soutěž o Masarykovu školu práce
- Karel Bubeníček (Karel Bubeníček), český architekt, podílel se na stavbě rozdělovských věžáků
- Rudolf Černý (1890–1977), kladenský architekt
- Jan Červený (* 1976) – kladenský architekt, herec a scenárista Divadla V.A.D. Kladno
- Kilián Ignác Dientzenhofer (1689–1751), český architekt a stavitel německého původu
- Alois Dryák (1872–1932), český architekt, návrh Reálného gymnázia v Kladně
- Karel Filsak (1917–2000), český architekt, podílel se na stavbě rozdělovských věžáků
- František Havlena (1883–?), český architekt, navrhl rozdělovský kostel svatého Václava
- Josef Havlíček (1899–1961), funkcionalistický architekt, sochař a malíř, hlavní architekt rozdělovských věžáků
- Václav Hilský (1909–2001), český architekt, sídliště v Rozdělově, kulturní dům a centrum na Sítné a Obchodní akademie Kladno
- Josef Hoffmann (1870–1956), rakouský architekt a designér, stavby v rané tvorby v Kladně
- Josef Hrabě (1839–1899), kladenský stavitel a starosta
- Jaroslav Hruška (H. Uden; 1847–1930), český lékař, politik, spisovatel a starosta města, nechal postavit důležité budovy
- Josef Mařík (19.–20. století), český architekt a stavitel, Okresní dům a bankovní palác v Kladně
- Jiří Náhlík (* 1930), český architekt, kulturní dům a centrum na Sítné
- Václav Krotký (1855–1920), kladenský stavitel a urbanista, v Kladně lékárna U české koruny, sokolovna a vila Libochvíle
- Ludvík Lábler (1855–1930), architekt a stavitel, projektoval kostel Nanebevzetí Panny Marie
- Josef Picek (1860–1937), majitel stavební firmy v Kladně, Niederleho pavilon, OD Frank, Revírní bratrská pokladna, rozšíření klášteraškolních sester
- Antonín Raymond (1888–1976), rodák, moderní světový architekt, stavěl v USA a Japonsku
- Jaroslav Rössler (1886–1964), český architekt, kladenský rodák
- Ondřej Rys, kladenský architekt
- Bohumil Sláma (1887–1961), český architekt, budova hlavní pošty v Kladně
- Oldřich Starý (1884–1971), profesor architektury na ČVUT, v Kladně obytné domy v ulici K Nemocnici
- Vladimír Stehlík (* 1944), architekt a podnikatel, ředitel Hutí Poldi, otec Marko Stehlíka
- Jiří Suchomel (* 1944), architekt, profesor, děkan Fakulty umění a architektury Technické univerzity v Liberci
- Shigefumi R. Tsuchiya (* 1947), japonský architekt, žák, ochránce dědictví a propagátor architekta Antonína Raymonda, ředitel ateliéru Raymond Architectural Design Office v Tokiu
- Vojtěch Ignác Ullmann (1822–1897), český architekt historismu, projektoval vysoké pece v kladenských hutích a další průmyslové stavby pro Vojtěcha Lannu staršího
- Jan Vejrych (1856–1926), český novorenesanční architekt, budova radnice v Kladně

## Duchovní
Kategorie:Duchovní z Kladna

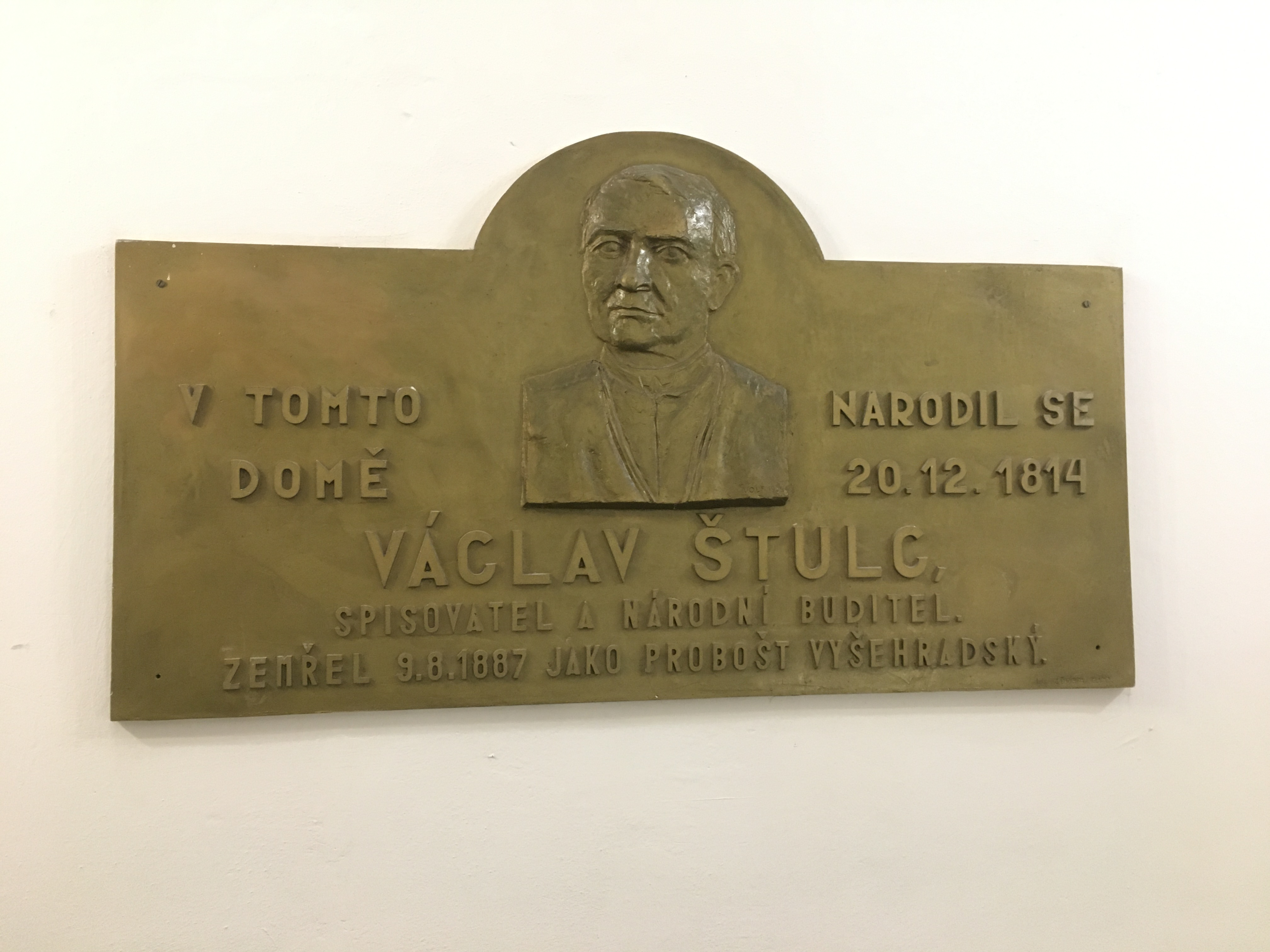
Přenesená deska Václava Štulce na schodišti radnice

- Václav Bartůněk (1899–1985), katolický kněz a církevní historik, kanovník u Všech svatých na Pražském hradě, kaplan v Kladně a Vrapicích, historické práce o Kladně: Náboženské dějiny Kladna a další
- Josef Beran (1888–1969), český římskokatolický teolog, pedagog, arcibiskup pražský a kardinál
- Bedřich Grundtmann (Fridericus) (1730–1772), opat broumovského a břevnovského kláštera dal v roce 1769 svolení k výstavbě osmi domů v tzv. Bukovce (Podprůhon)
- Benno Löbl (1683–1751), břevnovský opat, v roce 1751 položil spolu s Kiliánem Ignácem Dientzenhoferem základní kámen barokní Kaple svatého Floriána
- Josef Mottl (1827–1884), kladenský farář, historik a zastupitel, opravoval a budoval církevní památky ve městě
- (Franz) Stephan Rautenstrauch (1734–1785), břevnovský opat, na benediktinském panství Kladno nechal založit nové vsi Rozdělov a Štěpánov (Kročehlavy).
- Jan Nepomuk Rotter (1807–1886), břevnovský opat, který podporoval město Kladno
- Václav (Svatopluk) Štulc (1814–1887), český spisovatel, překladatel a vlastenecký kněz, člen Vyšehradské kapituly, pamětní deska

## Historikové
Kategorie:Historikové z Kladna
- Václav Bartůněk (1899–1985), katolický kněz a církevní historik, kanovník u Všech svatých na Pražském hradě, kaplan v Kladně a Vrapicích, historické práce o Kladně: Náboženské dějiny Kladna a další
- Josef Braniš (1853–1911), český historik umění, ředitel kladenského gymnázia
- Zora Dvořáková (1934–2022), historička, autorka literatury faktu a sochařka
- Josef Jágr (1930–2016), český fotbalista a hokejista, sportovní historik, archivář Rytířů Kladno
- Miroslav Kárný (1919–2001), český historik
- Marian Krucký (* ?), historik, ředitel Melicharova vlastivědného muzea v Unhošti
- Zdeněk Kuchyňka (* 1954), historik, ředitel Sládečkova vlastivědného muzea v Kladně
- Josef Mottl (1827–1884), kladenský farář, historik, zastupitel a čestný občan města
- Cyril Novotný (1878–1946), hudebník a učitel, autor publikací z hudební minulosti Kladenska (A. Dvořák), založil malé hudební muzeum
- Kamil Podroužek (* 1966), historik, pracovník NPÚ v Ústí nad Labem, pedagog UJEP a SVČVS Labyrint Kladno
- Karel Alois Polánek (1887–1953), muzejní pracovník, první kladenský archivář, učitel a spisovatel, jeho jméno nese Regionální muzeum K. A. Polánka v Žatci
- Antonín Sládeček (1859–1934), učitel a ředitel muzea v Kladně, které nese jeho jméno
- Miloš Sládek (* 1964), historik, archivář, editor
- František Bohumil Škorpil (1866–1943), pedagog, kartograf a historik, učil zde a psal o Kladně
- Irena Veverková (* 1957), kladenská archivářka a historička
- Jaroslav Vyšín (* 1951), konzervátor a fotograf Sládečkova vlastivědného muzea v Kladně
- Lukáš M. Vytlačil (* 1985) český flétnista, historik, muzikolog a dirigent

## Lékaři
Kategorie:Lékaři z Kladna

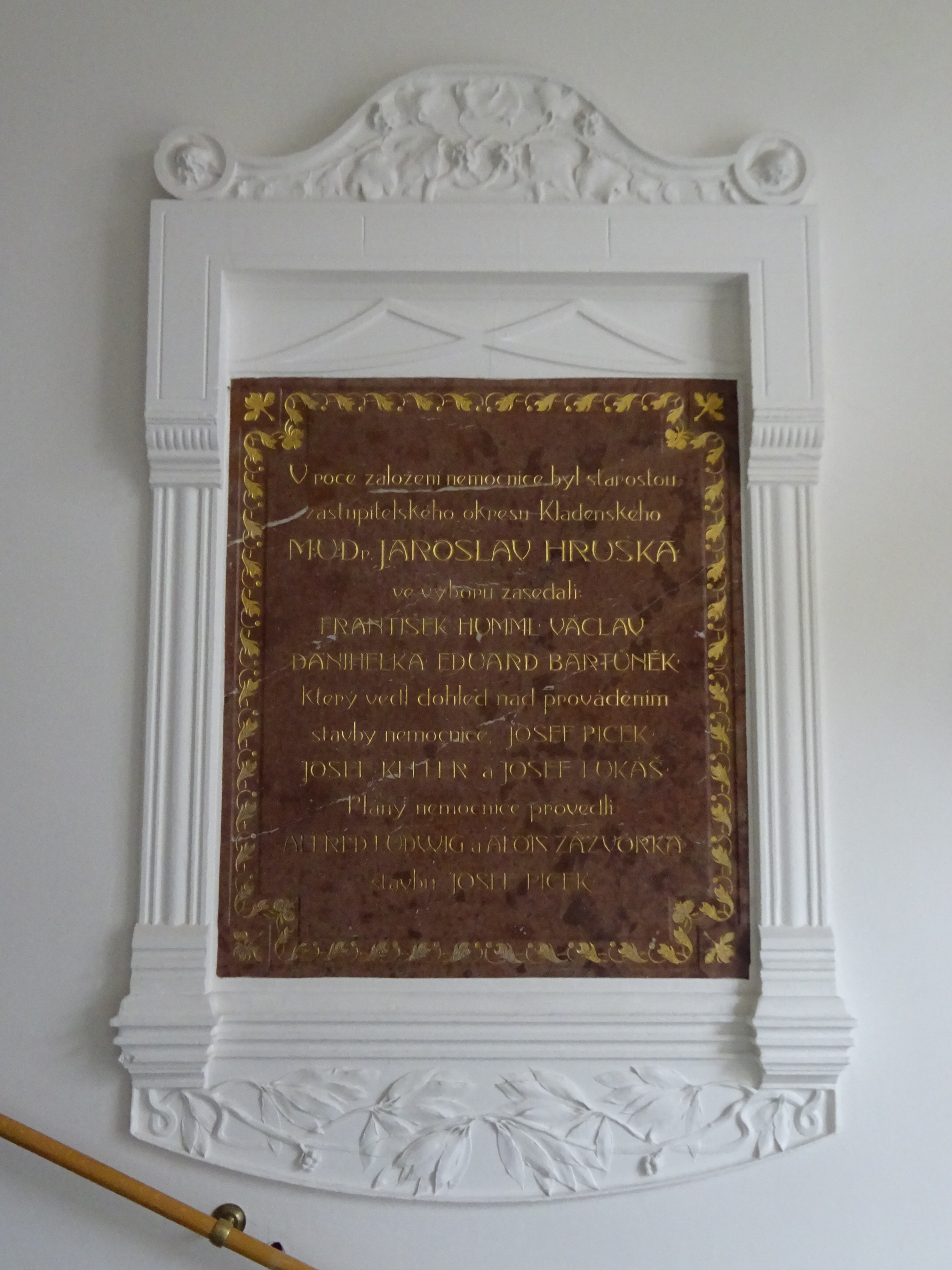
Jaroslav Hruška v Niederleho pavilonu nemocnice

- Ivan Dylevský (* 1940), přední český anatom, první děkan Fakulty biomedicínského inženýrství ČVUT v Kladně
- Jaroslav Hruška (H. Uden; 1847–1930), český lékař, politik, spisovatel a starosta města
- Jaromír Jiroutek (1901–1971), první dětský lékař v Kladně, zakladatel a primář dětského oddělení kladenské nemocnice
- Vladimír Lemon (1923–2012), kladenský chirurg a anesteziolog, pedagog, publicista a hudebník
- Bohuslav Niederle (1873–1963), český chirurg, ředitel kladenské nemocnice, syn Jindřicha Niederleho
- Bedřich Švestka (1912–1990), rodák z Hnidous, akademik, lékař, poslanec, diplomat a vysokoškolský pedagog, rektor Univerzity Karlovy

## Pedagogové
Kategorie:Pedagogové z Kladna
- Josef Braniš (1853–1911), český historik umění, ředitel kladenského gymnázia
- Ján Čambál (* 1927), sbormistr, pedagog, dirigent, skladatel a salesián
- Antonín Dvořák (scénograf) (1920–1997), český režisér, výtvarník a pedagog, umělecký ředitel Kladenského divadla
- Ivan Dylevský (* 1940), přední český anatom, první děkan Fakulty biomedicínského inženýrství ČVUT v Kladně
- 'Václav Havlíček (* 1943), český elektrotechnik a bývalý rektor ČVUT, čestný občan města
- Antonín (Václav) Hromada, kladenský rodák, operní pěvec a režisér, hudební pedagog, učitel zpěvu v Pivodově pěvecké škole, sólista Stuttgartské opery
- Jiří Hubička (1922–1995), český klavírista a hudební pedagog, pamětní deska
- Josef Kavka (1922–2019), český geolog, petrolog a esperantista, autor učebnice o geologii, pedagog (SPŠ a VOŠ Kladno), mykolog a botanik
- František Kleiner (1886–1942), čs. legionář, ředitel učitelského ústavu v Kladně a starosta Sokola, ulice Kleinerova, pamětní deska
- Adolf Kožíšek (1888–1984) – pedagog ze Švermova, redaktor, botanik a vlastivědný pracovník na Kladensku
- Adolf Kubát (1899–1980), český hobojista, profesor Pražské konzervatoře, syn Hynka Kubáta
- (Ignác) Hynek Kubát (1871–1948), hudební pedagog, zakladatel a dirigent Kladenské filharmonie, žák Antonína Dvořáka
- Vladimír Lemon (1923–2012), kladenský chirurg a anesteziolog, pedagog, publicista a hudebník
- Ozren Mutak (* 1969), český klasický kytarista a hudební pedagog chorvatského původu
- Ladislav Novák (1908–1994), sochař a vysokoškolský pedagog, motyčínský rodák, čestný občan, autor pomníků, pamětních desek a domovních znamení v Kladně
- Cyril Novotný (1878–1946), hudebník a učitel, ředitel I. obecné školy v Kladně
- Jan Olejník (* 1930), nevidomý učitel, flétnista a klavírista
- Kamil Podroužek (* 1966), historik, pracovník NPÚ v Ústí nad Labem, pedagog UJEP a SVČVS Labyrint Kladno
- Karel Alois Polánek (1887–1953), učitel a školský inspektor, muzejní pracovník, archivář a spisovatel
- Přemysl Povondra (* 1943), malíř, grafik, ilustrátor a pedagog
- Antonín Sládeček (1859–1934), učitel a ředitel muzea v Kladně
- Karel Souček (1915–1982), malíř, grafik, pedagog, čestný občan
- Oldřich Starý (1884–1971), profesor architektury na ČVUT, v Kladně obytné domy v ulici K Nemocnici
- Jiří Suchomel (* 1944), architekt, profesor, děkan Fakulty umění a architektury Technické univerzity v Liberci
- František Bohumil Škorpil (1866–1943), pedagog, kartograf a historik, učil zde a psal o Kladně
- Václav Štech (1859–1947), český učitel, divadelní ředitel, spisovatel, dramatik a novinář, pamětní deska
- Bedřich Švestka (1912–1990), rodák z Hnidous, akademik, lékař, poslanec, diplomat a vysokoškolský pedagog, rektor Univerzity Karlovy
- Karel Václav Vacek (1908–1982), český hudební pedagog, ředitel škol, houslista, skladatel, sbormistr a dirigent symfonických orchestrů

## Politici
Kategorie:Politici z Kladna
- Ludvík Aust (1863–1924), československý politik, poslanec Říšské rady a Revolučního národního shromáždění
- Rudolf Battěk (1924–2013), český filozof, disident a politik
- Marie Bednářová (* 1943), první čs. hokejová rozhodčí, první starostka města
- Antonín Čermák (1873–1933), americký podnikatel a politik, starosta Chicaga narozený v Kladně
- Jiří Dienstbier (1937–2011), český politik a disident
- Rosálie Hajníková, zakládající členka KSČ na Kladensku, pamětní deska
- Josef Hrabě (1839–1899), kladenský stavitel a starosta
- Jaroslav Hruška (H. Uden; 1847–1930), český lékař, politik, spisovatel a starosta města v době stávek
- Antonín Janoušek (1877–1941), český novinář a komunistický politik, pamětní deska
- Dan Jiránek (* 1963), politik, primátor města Kladna
- Karel Kindl (1881–1945), místopředseda ČSDSD a starosta města
- Jiří Kopsa (* 1945), politik KSČM a poslanec SL FS, otec houslisty Jaroslava Kopsy
- Bedřich Kress (19. století), zastupitel, projektant a čestný občan města
- Josef Lesák (1920–2009), český a československý studentský vůdce a politik
- Josef Lukáš (19.–20. století), náměstek starosty, aktivní a čestný občan města
- Josef Mottl (1827–1884), kladenský farář, historik, zastupitel a čestný občan města
- Vojtěch Munzar (* 1976), český ekonom a politik
- František Pavel (1869–1939), starosta, náměstí Starosty Pavla u radnice
- Clement Perrot (1891–1970), starosta francouzského partnerského města Vitry-sur-Seine
- Petr Pithart (* 1941), český politik, předseda české vlády, předseda a místopředseda Senátu Parlamentu České republiky
- Bohumil Sládek (1897–?), válcíř v SONP Kladno a poslanec Národního shromáždění ČSR
- Zdeněk Slepička (* 1960), člen zastupitelstva, tajemník magistrátu, publikace o městě
- František Stavinoha (1928–2006), český spisovatel, kladenský horník a zastupitel města
- Jiří Svoboda (* 1945), režisér a scenárista, poslanec a předseda KSČM
- Bedřich Švestka (1912–1990), rodák z Hnidous, akademik, lékař, poslanec, diplomat a vysokoškolský pedagog, rektor Univerzity Karlovy
- Eduard Tomáš (1908–2002), český mystik, jogín a spisovatel, účastník květnového povstání v Kladně
- Václav Valta (?–?), předseda MěNV, příbuzný dirigenta Valty
- Milan Volf (* 1963), politik, primátor města Kladna
- Eliška Wagnerová (1948–2025), česká právnička, právní teoretička, soudkyně a politička
- Antonín Zápotocký (1884–1957), československý prezident, komunistický politik a spisovatel
- Marie Zápotocká (1890–1981), manželka čs. prezidenta Antonína Zápotockého

## Sportovci
Kategorie:Sportovci z Kladna
- František Babka (* 1973), československý basketbalista a reprezentant
- Vlastimil Hort (* 1944), československý a po emigraci 1985 německý šachový velmistr a teoretik
- Jaroslav Hošek (* 1945), český autokrosový závodník
- Klára Kašparová, česká skaterka a trenérka, mistryně republiky
- František Kleiner (1886–1942), čs. legionář, ředitel učitelského ústavu v Kladně a starosta Sokola, ulice Kleinerova, pamětní deska
- Eliška Klučinová (* 1988), česká atletka, vícebojařka, která závodila za AC Tepo Kladno
- Libor Malina (* 1973), český atlet, reprezentant v hodu diskem a olympionik
- Jiří Novák (* 1945), horolezec, trenér, publicista, spisovatel a sportovní funkcionář
- Radek Procházka (* 1985), paralympionik
- Eliška Staňková (* 1984), česká atletka, diskařka, závodící za AC Tepo Kladno

### Fotbalisté
část Kategorie:Fotbalisté SK Kladno a Kategorie:Fotbalisté SK Kročehlavy, ale i další
- Stanislav Bacílek (1929–1997), hokejový obránce, první významný reprezentant z Kladna, kročehlavský fotbalista, čestný občan města, Síň slávy kladenského hokeje
- Miroslav Beránek (* 1957), fotbalový obránce, v letech 1996 a 2010–2011 trenér SK Kladno
- Josef „Pepi“ Bican (1913–2001), fotbalový útočník, trenér SK Kladno
- Václav Brabec-Baron (1906–1989), český fotbalový obránce a reprezentant Československa, hrál za SK Kročehlavy‎ i SK Kladno
- František Bragagnolo (* 1927), český fotbalový útočník, hrál za Kročehlavy i Kladno
- Antonín Brynda (1925–1955), český fotbalista, hrál za SK Rozdělov, ATK Praha (Dukla) a SONP/Baník Kladno
- Jaroslav Burgr (1906–1986), český fotbalista, československý reprezentant, hráč SK Kročehlavy
- Antonín Carvan (1901–1959), český fotbalista z proslulé kročehlavské líhně talentů, československý reprezentant a trenér
- Zdeněk Čurilla (* 1966), bývalý český fotbalista, regionální trenér, hrál za Kročehlavy i Kladno
- Antonín Erlebach (* 1937), fotbalový útočník SK Kladno, trenér SK Kročehlavy a Lokomotivy, sekretář kladenského OFS
- Ladislav Fujdiar (* 1967), bývalý kročehlavský fotbalista, fotbalový trenér a funkcionář
- Jan Fábera (1928–1984), čs. fotbalový obránce, hráč a trenér SK Kladno, generální sekretář Československého fotbalového svazu
- Koloman Gögh (1948–1995), československý fotbalový obránce a reprezentant maďarské národnosti
- Karel Hejma (1905–1980), český fotbalista, československý reprezentant, hráč SK Kročehlavy
- Antonín Horák (fotbalista) (1911–?), český fotbalista, prvoligový obránce i útočník (pravá spojka), hráč Kročehlav i Kladna, bratr Václav Horák
- Václav Horák (fotbalista) (1912–2000), český fotbalista, útočník, československý reprezentant i trenér, hráč SK Kročehlavy
- David Hovorka (* 1993), český fotbalový obránce či záložník, hráč SK Kročehlavy a SK Slavia Praha
- Martin Hřídel (* 1968), český fotbalový útočník, trenér SK Kladno
- Jiří Hůla (* 1944), fotbalový obránce a trenér SK Kladno
- Josef Jágr (1930–2016), český fotbalista a hokejista, sportovní historik, archivář Rytířů Kladno
- František Kloz (1905–1945), český fotbalista, historicky jeden z nejslavnějších sportovců Kladenska
- Miroslav Koubek, český fotbalový brankář, trenér SK Kladno
- Karel Kraus (1907–1968), fotbalový záložník a trenér SK Kladno
- Jiří Kuchler (1925–1985), fotbalový útočník a trenér SK Kladno
- Josef Kuchynka (1894–1979), český fotbalový obránce, trenér SK Kladno
- Hugo Laitner (1901–1993), zakladatel kladenského hokeje, útočník, kapitán a trenér, fotbalový záložník a tenista
- Josef Ludl (1916–1998), čs. reprezentant, útočník a záložník, trenér SK Kladno
- Antonín Perner (1899–1973), záložník a obránce, čs. reprezentant, trenér SK Kladno
- Karel Přenosil (1937–2012), český fotbalový trenér Lokomotivy Kladno a SK Kladno
- Miroslav Rys (* 1932), československý fotbalista a hokejista
- Karel Sklenička (1912–1990), fotbalový záložník a trenér SK Kladno
- Jan Suchopárek (* 1969), česky fotbalový obránce, vicemistr z ME v Anglii 1996
- Jaroslav Šilhavý (* 1961), český fotbalový obránce, trenér SK Kladno
- Jaroslav Šimonek (1921–2004), český fotbalový obránce a záložník, trenér SK Kladno
- Ferdinand Üblacker (1896–1969), český fotbalista, záložník a trenér SK Kladno
- Michal Bílek (* 1997), český fotbalista, záložník či obránce FK Teplice

### Lední hokejisté
část Kategorie:Hráči HC Kladno, ale i další
- Stanislav Bacílek (1929–1997), hokejový obránce, první významný reprezentant z Kladna, kročehlavský fotbalista, čestný občan města, Síň slávy kladenského hokeje
- Lubomír Bauer (* 1947), hokejový obránce, útočník a trenér, Síň slávy kladenského hokeje
- Marie Bednářová (* 1943), první čs. hokejová rozhodčí, první starostka města
- Bohumil Čermák (* 1947), hokejový obránce a trenér, Síň slávy kladenského hokeje
- Michael Frolík (* 1988), český hokejista, střední útočník v zámořské NHL, v klubu Chicago Blackhawks
- Milan Hnilička (* 1973), hokejový brankář, olympijský vítěz a trojnásobný mistr svět, čestný občan města
- Zdeněk Hrabě (* 1941), hokejový útočník, mistr Československa, Síň slávy kladenského hokeje
- Ivan Huml (* 1981), český hokejista, klub Kärpät Oulu (finská SM-liiga)
- Jaromír Jágr (* 1972), český reprezentant v ledním hokeji, jeden z nejlepších světových hokejistů, hráč několika klubů v NHL
- Jaromír Jágr starší (* 1940), český hokejista a prezident klubu Rytíři Kladno, Síň slávy kladenského hokeje
- Josef Jágr (1930–2016), český fotbalista a hokejista, sportovní historik, archivář Rytířů, Síň slávy kladenského hokeje
- František Kaberle (* 1973), český hokejista
- Hugo Laitner (1901–1993) byl zakladatel kladenského hokeje, útočník, kapitán a trenér, fotbalový záložník a tenista
- Milan Nový (* 1951), český hokejista, legenda v oblasti českého hokeje
- Pavel Patera (* 1971), český hokejista, střední útočník, člen proslulé BlueLine, čestný občan města
- Ondřej Pavelec (* 1987), český hokejový brankář, chytal v klubu Winnipeg Jets a New York Rangers v NHL
- Michal Pivoňka (* 1966), český hokejista
- Tomáš Plekanec (* 1982), český hokejista, bývalý střední útočník v klubu Montreal Canadiens v NHL, střední útočník v klubu HC Kometa Brno
- Libor Procházka (* 1974), hokejový obránce, olympijský vítěz, čestný občan města
- Martin Procházka (* 1972), hokejový útočník, olympijský vítěz a čtyřnásobný mistr světa, čestný občan města
- Martin Růžička (* 1985), český hokejista
- Miroslav Rys (* 1932), československý fotbalista a hokejista
- Erich Tylínek (1908–1991), československý hokejový brankář, trenér a fotograf, jeden z prvních hokejistů používajících ochrannou masku (fotografie z roku 1927, na které je s maskou zachycen, je první zdokumentované užití hokejové masky na světě)
- Jakub Voráček (* 1989), český hokejista, pravé útočné křídlo v klubu Philadelphia Flyers v NHL

## Umělci
Kategorie:Umělci z Kladna

### Fotografové
Kategorie:Fotografové z Kladna
- Jiří Hanke (* 1944), kladenský umělecký fotograf, Osobnost české fotografie, zakladatel Malé galerie České spořitelny v Kladně, otec Michaela Hankeho
- Michael Hanke (* 1972), kladenský umělecký fotograf, získal ceny Czech Press Photo a World Press Photo
- Josef Fousek (* 1939), český písničkář, fotograf a spisovatel
- Alois Garamszegi (1955–2017), kladenský fotograf, Fotoskupina Kladno při Okresním kulturním středisku v Kladně, spoluzakladatel Kladenských dvorků
- Luděk Švorc (1941–2019), fotograf a spisovatel, ve svém díle se inspiroval krajem Kladenska a Křivoklátska
- Jaroslav Vyšín (* 1951), konzervátor a fotograf Sládečkova vlastivědného muzea v Kladně
- Erich Tylínek (1908–1991), československý hokejový brankář, trenér a fotograf, jeden z prvních hokejistů používajících ochrannou masku (fotografie z roku 1927, na které je s maskou zachycen, je první zdokumentované užití hokejové masky na světě)

### Herci
Kategorie:Herci z Kladna
- Štěpán Benoni (* 1984), český filmový, televizní a divadelní herec a dabér, působil v kladenském Městském divadle
- Vilém Besser (1930–1985), český herec
- Jana Boušková (* 1954), česká herečka
- Jan Červený (* 1976) – kladenský architekt, herec a režisér Divadla V.A.D. Kladno
- Jiří Dohnal (1905–1984), český herec a režisér, ředitel Kladenského divadla
- Milan Enčev (* 1980), český divadelní a televizní herec
- Petra Jungmanová (* 1971), česká herečka, zpěvačka a moderátorka
- Josef Kobr (1920–1999), herec
- Otomar Korbelář (1899–1976), herec a ředitel Kladenského divadla
- Jan Révai (* 1974), český herec a tanečník
- Karolina Slunéčková (1934–1983), česká herečka narozená v Kladně
- Ilona Svobodová (* 1960), česká herečka
- Roman Štabrňák (* 1983), český divadelní a filmový herec, dabér
- Slávka Tauberová (1903–1983), operetní zpěvačka, tanečnice a filmová herečka
- Eliška Zbranková (* 1997), herečka Kladenského divadla narozená v Kladně
- Lenka Zbranková (* 1973), herečka Kladenského divadla, matka Lenky Zbrankové
- Martina Jindrová (* 1997), česká herečka

### Hudebníci
Kategorie:Hudebníci z Kladna
- Milan Babuška (1884–1953), český architekt a dirigent, narozený v Kladně
- Matěj Bach, první zjištěný kladenský hudebník, pamětní deska na radnici
- Ladislav Bobek (Bobek Bryen; 1927–2005), kapelník, houslista, a hráč na bicí
- Hana Bokrová (* 1927), baletka, taneční pedagožka, zakladatelka taneční školy v Kladně
- Jaroslav Brandejs (1927–2005), český houslista, dlouholetý člen Symfonického orchestru Čs. rozhlasu v Praze
- Ján Čambál (* 1927), sbormistr, pedagog, dirigent, skladatel a salesián
- František Dvořák (1814–1894), řezník, v Kladně hospodský a hudebník, otec Antonína Dvořáka
- Vít Fiala (* 1943), jazzový hudebník, kontrabasista, baskytarista a skladatel
- Josef Fousek (* 1939), český písničkář, fotograf a spisovatel
- Antonín (Václav) Hromada, kladenský rodák, operní pěvec a režisér, hudební pedagog, první čestný člen kladenského pěveckého ochotnického spolku Budislav
- Jiří Hubička (1922–1995), český klavírista a hudební pedagog, pamětní deska
- Josef Janouš (1926–1995), heligonkář a bonsaista
- Josef Janouš (1927–2012), klarinetista česko-francouzského původu, člen orchestru a funkcionář Národního divadla v Praze
- Marta Jiráčková (* 1932), česká hudební skladatelka
- Svatopluk Karásek (* 1942), český písničkář a evangelický duchovní
- Jaroslav Kopsa, houslista, koncertní mistr a člen Kladenského symfonického orchestru
- Bora Kříž (1926–1987), český jazzový hudebník, multiinstrumentalista, zpěvák, skladatel, aranžér a dirigent, čestný občan města
- Adolf Kubát (1899–1980), český hobojista, profesor Pražské konzervatoře, syn Hynka Kubáta
- (Ignác) Hynek Kubát (1871–1948), hudební pedagog, zakladatel a dirigent Kladenské filharmonie, žák Antonína Dvořáka
- Vladimír Lemon (1923–2012), kladenský chirurg a anesteziolog, pedagog, publicista a hudebník
- Jitka Malczyk (* ?), houslistka narozená v Kladně
- Rudolf Maria Mandé (1904–1964), český dirigent, hudební skladatel a klavírista, hlavní dirigent orchestru Městského divadla v Kladně
- Luděk Maulis (* 1972), zpěvák a kytarista kladenské skupiny The Beatles Revival
- Ozren Mutak (* 1969), český klasický kytarista a hudební pedagog chorvatského původu
- Cyril Novotný (1878–1946), violoncellista Kladenské filharmonie, sbormistr, učitel, autor publikací z hudební minulosti Kladenska (A. Dvořák)
- Jan Olejník (* 1930), nevidomý učitel, flétnista a klavírista
- Jiří Panocha (* 1950), český houslista, zakladatel Panochova kvarteta
- Mirko (Miki) Ryvola (* 1942), český trampský písničkář, zpěvák a kytarista
- Jiří (Wabi) Ryvola (1935–1995), český trampský písničkář
- Jindřich Seidl (1883–1945), český hudební skladatel
- Viktor Sheen (* 1993) český rapper a skladatel
- Václav Suk (1861–1933), český houslista, dirigent a hudební skladatel působící v Rusku, pamětní deska
- Slávka Tauberová (1903–1983), operetní zpěvačka, tanečnice a filmová herečka
- Václav Týfa (1943–2022), český trumpetista
- Karel Václav Vacek (1908–1982), český hudební pedagog, ředitel škol, houslista, skladatel, sbormistr a dirigent symfonických orchestrů
- Jan Valta (* 1948), český dirigent a klavírista
- Josef Vašata (1884–1942), český dirigent a hudební skladatel, zakladatel Středočeské filharmonie, Vašatova ulice
- Lukáš M. Vytlačil (* 1985) český flétnista, historik, muzikolog a dirigent
- Zrní (2001–současnost) hudební skupina

### Režiséři
Kategorie:Filmoví režiséři z Kladna
- Saša Gedeon (* 1970), český filmový režisér a scenárista, vyrůstal v Kladně
- Zdeněk Miler (1921–2011), český spisovatel, režisér a výtvarník animovaných filmů pro děti, pamětní deska
- Jiří Svoboda (* 1945), režisér a scenárista, poslanec a předseda KSČM

### Spisovatelé
Kategorie:Spisovatelé z Kladna
- Alfons Breska (1873–1946), český básník a překladatel
- Josef Fousek (* 1939), český písničkář, fotograf a spisovatel
- Bohumil Hrabal (1914–1997), český spisovatel, pracoval a inspiroval se v Kladně
- Václav Jamek (* 1949), český spisovatel a překladatel
- Jiří Kolář (1914–2002), český básník a výtvarník
- Marie Majerová (1882–1967), česká prozaička, komunistická novinářka a národní umělkyně, pamětní deska v ulici M. Majerové
- Zdeněk Miler (1921–2011), český spisovatel, režisér a výtvarník animovaných filmů pro děti, pamětní deska
- Jiří Novák (* 1945), horolezec, trenér, publicista, spisovatel a sportovní funkcionář
- Ota Pavel (1930–1973), český prozaik, novinář a sportovní reportér
- Eduard Pergner (1935–2001), český textař a scenárista, dramaturg kladenského divadla Quo vadis (1960–1962)
- Karel Alois Polánek (1887–1953), učitel, muzejní pracovník, archivář, psal o historii Kladenska a Žatecka
- František Stavinoha (1928–2006), český spisovatel, kladenský horník a zastupitel města, pamětní deska
- Václav Štech (1859–1947), český učitel, divadelní ředitel, spisovatel, dramatik a novinář, pamětní deska
- Václav (Svatopluk) Štulc (1814–1887), český spisovatel, překladatel a vlastenecký kněz, člen Vyšehradské kapituly, pamětní deska
- Luděk Švorc (1941–2019), fotograf a spisovatel, ve svém díle se inspiroval krajem Kladenska a Křivoklátska
- Antonín Zápotocký (1884–1957), československý komunistický politik a spisovatel

### Výtvarníci
Kategorie:Výtvarníci z Kladna
- Ludvík Jaroslav Bernard (1827–1882), český malíř, maloval portréty, historické a kostelní obrazy
- Cyril Bouda (1901–1984), český malíř a ilustrátor, ulice Cyrila Boudy, pamětní deska
- Zdirad J. K. Čech (1949–2022), český výtvarník a heraldik
- Zora Dvořáková (1934–2022), historička, autorka literatury faktu a sochařka
- Václav Frolík (* 1946) – kladenský malíř a ilustrátor
- Eva Hašková (* 1946), česká grafička a ilustrátorka
- Alena Hubičková (* 1928) – textilní výtvarnice, malířka, ilustrátorka a grafička, manželka Jiřího Hubičky
- Karel Huněk (* 1947) – český sochař, designér, galerista a technik
- Ivo Chvátil (* 1964), český výtvarník a fotograf
- Josef Jerman (1911–1999), kladenský výtvarník, krejčí a vedoucí módního salonu v Kladně, šil a entloval tapiserie a gobelíny
- Václav Junek (1913–1976), český malíř, grafik, ilustrátor knih a tvůrce cyklu litografií s náměty z Kladna
- Světoslav (Slávek) Karmazín (* 20. století) – kladenský malíř
- Jiří Kolář (1914–2002), český básník a výtvarník
- Stanislav Kulhánek (1885–1970), grafik, ilustrátor a profesor gymnázia
- Stanislav Lachman (1921–2011), průmyslový výtvarník, designér, konstruktér
- Jan Lev (1874–1935), český malíř a dekoratér
- Zdeněk Manina (* 1961), akademický sochař, malíř, keramik a kreslíř
- Zdeněk Miler (1921–2011), český režisér a výtvarník animovaných filmů pro děti, pamětní deska v Bendlově ulici
- Ladislav Novák (1908–1994), sochař a vysokoškolský pedagog, motyčínský rodák, čestný občan, autor pomníků, pamětních desek a domovních znamení v Kladně
- Jaroslav Paur (1918–1987), český malíř období civilismu, realismu a abstrakce
- Naděžda Plíšková (1934–1999), česká grafička, keramička, autorka sochařských objektů a básnířka
- Přemysl Povondra (* 1943), malíř, grafik, ilustrátor a pedagog
- Martin Reiner (1900–1973), pražský architekt a sochař, socha Ocelář u GDM
- Ludvika Smrčková (1903–1991), sklářská výtvarnice, grafička a malířka, čestný občan
- Karel Souček (1915–1982), malíř, grafik, pedagog, čestný občan
- Viktor Stříbrný (1943–2012), umělecký kovář, malíř a tvůrce kovových plastik, zakladatel Kladenských dvorků, Náměstíčko Viktora Stříbrného v Podprůhonu, pamětní deska
- František Tomík (* 1955), český grafik a výtvarník, spoluzakládal Kladenské dvorky, zakladatel kladenské Galerie 55
- Helena Trubáčková-Zenklová (1922–?), česká sochařka a restaurátorka z Tábora, socha s mozaikou Dva ptáci v Pařížské ulici
- Květa Válová (1922–1998), česká výtvarnice, pamětní deska a muzeum v Bendlově ulici, sestra Jitky Válové
- Jitka Válová (1922–2011), česká výtvarnice, pamětní deska a muzeum v Bendlově ulici
- Jaroslav Volf (sochař) (1896–1977), kladenský kamenosochař a majitel kamenosochařského závodu, díla v Kladně
- Karel Ujka, umělecký kovář z Vinařic

## Vojáci
- František Kleiner (1886–1942), čs. legionář, ředitel učitelského ústavu v Kladně a starosta Sokola, ulice Kleinerova, pamětní deska
- Vadim Petrovič Kornejčuk (?–?), plukovník Rudé armády, osvoboditel Kladna, čestný občan
- Bohuslav Kouba (1911–1942), československý voják a příslušník výsadku Bioscop
- František Koucký (1894–1918), český voják a kuchař ve flotile rakousko-uherského válečného loďstva, pamětní deska
- Jaroslav Selner (1906–1973), plukovník generálního štábu, později generálmajor, bojovník od Tobruku, válečný zpravodajec, velitel 3. samostatné brigády v SSSR, ulice Generála Selnera, pamětní deska na budově gymnázia
- Julian Stříbrný (1883–1943), československý pilot, legionář, příslušník protinacistické organizace Obrana národa, ulice plk. Stříbrného, pamětní deska
- Jan Vella (1906–1945), československý pilot RAF, čestný občan, ulice Jana Velly
- Semjon Vladimirovič Vysockij (?–?), plukovník Rudé armády, osvoboditel Kladna, čestný občan
- Harald Wiesmann (1909–1947), německý důstojník SS v hodnosti SS-Hauptsturmführer a válečný zločinec, zodpovědný za vyhlazení Lidic, velitel služebny gestapa v Kladně (1939–1943)

## Ostatní
- Terezka Čermáková, dětský pomník v lese Bažantnice
- František Černohorský (?–1945), čestný velitel hasičského sboru v Rozdělově, pamětní deska
- Anna Dvořáková (1820–1882), matka Antonína Dvořáka, zemřela a byla pohřbená v Kladně, pomník u divadla
- Rudolf Fuksa (1930–1952), rodák z Motyčína, agent chodec, popravený na Pankráci
- Stanislav Habr (* 1927), bývalý politický vězeň komunistického režimu, čestný občan města
- Václav Havlíček (* 1943), český elektrotechnik a bývalý rektor ČVUT, čestný občan města
- Jaroslav Holeček (* 1922), bývalý politický vězeň komunistického režimu, čestný občan města, ulice Jaroslava Holečka
- Roger Houdek, (?–1945), padl za vlast, pamětní deska
- Jaroslav Hůrka, (?–1945), padl za vlast, pamětní deska
- Frederick Jelínek (* 1932), průkopník využití statistických metod na lidskou řeč v počítačovém zpracování jazyka
- Luboš Patera (* 1963), občanský aktivista
- Ivana Recmanová (* 1992), publicistka, lidskoprávní aktivistka a umělkyně
- Karel Rezek (1897–1944), kraj. požární ředitel, ubit nacisty, pamětní deska